# 百済河主
百済 河主（くだら の かわぬし、生没年不詳）は、平安時代前期の官人。氏姓は飛鳥戸（飛鳥部）造のち百済宿禰。正五位上・飛鳥部奈止麻呂の玄孫とする系図がある。官位は正八位下・太政官史生。

## 経歴
右京の人。清和朝の貞観5年（863年）飛鳥戸有雄らとともに百済宿禰に改賜姓される（この時の官位は太政官史生正八位下）。

## 官歴
『日本三代実録』による。
- 時期不詳：正八位下。太政官史生
- 貞観5年（863年） 10月11日：飛鳥戸造から百済宿禰に改姓